# Південноукраїнський національний педагогічний університет імені К. Д. Ушинського
Південноукраїнський національний педагогічний університет імені К. Д. Ушинського (до 29 вересня 1994 року: Одеський державний педагогічний інститут імені К. Д. Ушинського) — заклад вищої освіти на півдні України у місті Одеса, один з провідних у формуванні системи освіти регіону, розвитку наукових досліджень у галузі педагогіки, психології, історії, філософії та фундаментальних наук.

## Загальна інформація
Історія педагогічної освіти в Одесі починається із заснування в 1817 році при Рішельєвському ліцеї педагогічного інституту на 24 вихованця, який існував майже 20 років і започаткував в Одесі систематичну професійну педагогічну освіту. Керівниками педагогічного інституту були директори та виконувачі обов'язків директора ліцею Ш. Д. Ніколь, Р. Жіллє, Й. М. Флукі, Й. А. Гейнлет, І. І. Дудрович, І. С. Орлай, І. І. Вінтер,  М. І. Синицин..
У 1919 році почалася активна реорганізація системи освіти в Україні. У липні 1919 року було прийнято рішення про відкриття в Одесі учительського інституту, але зміна політичної влади у місті зруйнувала це починання. Навесні 1920 року Одеський губернський відділ освіти знов ухвалив рішення про відкриття учительського (педагогічного) інституту. У серпні 1920 року на базі учительського інституту був заснований Одеський інститут народної освіти.
У 1930 році Одеський інститут народної освіти реорганізували у три інститути: Одеський інститут соціального виховання, Одеський інститут професійної освіти, Одеський фізико-хімічно-математичний інститут. Одеські інститути соціального виховання та професійної освіти в 1933 році об'єднані та перетворені в Одеський державний педагогічний інститут, до складу якого також входили німецьке, єврейське, болгарське відділення. У 1934 році  німецьке відділення Одеського педагогічного інституту було перетворено в Одеський німецький педагогічний інститут, який проіснував до 1938 року..
Підготовка педагогічних кадрів в Одесі проводилася  безперервно, навіть у роки нацистської навали. За час перебування в  евакуації у 1941—1944 роках Одеський педагогічний інститут підготував понад 100 фахівців для вітчизняної освіти.
За видатні заслуги в підготовці педагогічних кадрів у 1945 році Постановою Уряду України навчальний заклад був удостоєний імені видатного вченого-педагога Костянтина Дмитровича Ушинського, а в 1970 році нагороджений Почесною Грамотою Президії Верховної Ради Української РСР.
29 вересня 1994 року Постановою Кабінету Міністрів України на базі Одеського державного педагогічного інституту був створений Південноукраїнський державний педагогічний університет імені К. Д. Ушинського, який першим з педагогічних вишів України був прийнятий 2 жовтня 1996 року до Асоціації Європейських Університетів (англ. CRE). У 2009 році університет набув статусу національного.
У 2005 році університет внесено до Державного реєстру наукових установ, яким надається підтримка держави, а в 2006 році університет набув членство у Східноєвропейській асоціації університетів (англ. EEUN).
За рейтингом Міністерства освіти і науки України університет входить до трійки лідерів серед вищих навчальних закладів України педагогічного та гуманітарного профілю. За роки існування в його стінах пройшли підготовку та підвищили кваліфікацію майже 100 тисяч фахівців різних спеціальностей, з яких понад 2000 стали заслуженими діячами у різних галузях науки, культури, освітньої діяльності та спорту, а також відмінниками освіти України.
Університет акредитований у повному обсязі за IV рівнем акредитації і здійснює підготовку педагогічних працівників за багатоступеневою системою бакалавр, спеціаліст, магістр.
Основною метою університету є підготовка кваліфікованих фахівців для забезпечення системи освіти Південного регіону вчителями, вихователями, психологами тощо.
Запорукою ефективності такої роботи є його науково-педагогічний потенціал, усталені традиції, а також оновлення та впровадження прогресивних технологій навчання.
До структури університету входять: навчально-науковий інститут фізичної культури, спорту та реабілітації, факультети художньо-графічний, музичної та хореографічної освіти, фізико-математичний, іноземних мов, історико-філологічний, початкового навчання, дошкільної педагогіки та психології, соціально-гуманітарний; працюють підготовче відділення та факультет післядипломної освіти, Одеський педагогічний коледж; Білгород-Дністровське педагогічне училище; Балтське педагогічне училище; Одеський професійний ліцей сфери послуг, Балтський та Кременчуцький навчально-консультаційні центри, Методичний центр художнього та естетичного виховання дітей та молоді; понад 40 гімназій, шкіл, дошкільних закладів регіону, що утворюють педагогічний комплекс та складають його експериментальні майданчики.
Університет здійснює підготовку фахівців з 7 напрямів за 18 спеціальностями. Контингент студентів становить майже 7 тис. осіб (з них на денній формі навчання — 3391, на заочній — 3239). За рахунок коштів державного бюджету навчається 3354 студентів (денна форма навчання — 2520, заочна — 834), за рахунок коштів юридичних та фізичних осіб — 3274 студенти (денна форма навчання — 871, заочна — 2403).
На кафедрах університету працюють 328 викладачів, а також учені, запрошені з закордону, інститутів НАН України та НАПН України.
Наукові школи академіків НАПН України А. М.Богуш,  О. Я. Чебикіна, члена-кореспондента НАПНУ Р. Ю. Мартинової, професорів, Д. З. Арова, А. Р. Гохмана, Г. М. Губреєва, А. Ю. Ківа, Р. І. Хмелюк, що склалися в університеті, широко відомі в Україні та за кордоном своїми досягненнями в галузі математики, педагогіки, психології, фізики. Ці школи визнані за міжнародними показниками. В межах цих шкіл проводиться підготовка аспірантів за 37 спеціальностями, докторантів за 9. В університеті функціонують три спеціалізовані вчені ради із захисту дисертацій за 7 науковими спеціальностями.
Наукові розробки проводяться у плідній співпраці з ученими США, Канади, Ізраїлю, Франції, Нідерландів, Молдови, Німеччини, Іспанії, Мексики в межах спільних договорів, проектів та підтримки фондів, програм, зокрема «Відродження», INTAS, CDRE, DAAD, за рахунок держбюджетного фінансування і власних коштів університету. Щорічно МОН України на підставі експертизи визначає 3-5 наукових розробок учених університету, які мають світовий рівень. Науковці університету беруть активну участь у виконанні державних програм Кабінету Міністрів України, Міністерства освіти і науки України, НАПН України, НАН України, Одеської обласної державної адміністрації («Регіональна ініціатива»). Університет має стратегічний план розвитку, який передбачає оптимізацію тематики наукових досліджень з метою вирішення актуальних проблем, пов'язаних з підготовкою сучасного вчителя, відкриття нових спеціалізованих вчених рад з правом захисту дисертацій на здобуття наукового ступеня доктора наук.
Університет пройшов атестацію з питань наукової та науково-технічної діяльності й отримав вищий рівень категорії «А» та визнаний найкращим у цьому напрямку серед педагогічних вищих навчальних закладів України.
Університет підтримує постійні зв'язки з академічними установами НАН та АПН України, провідними ЗВО на підставі 20 договорів про співпрацю.
Наслідком творчих досягнень останніх п'яти років є видання 3926 наукових праць, серед яких 49 монографій, 260 підручників і навчальних посібників, 497 студентських публікацій. За сприянням університету щороку проводяться від 10 до 20 міжнародних та всеукраїнських наукових конференцій, видаються наукові журнали «Перспективи», «Наукове пізнання: методологія та технологія», «Науковий вісник», «Виховання і культура», «Наука і освіта» та інші.
Університет акредитований і рішенням Колегії Міністерства освіти і науки України внесений до Державного реєстру навчальних закладів України з ліцензією на право освітньої діяльності за IV рівнем акредитації.

## Структура університету
- Навчально-науковий інститут природничо-математичних наук, інформатики та менеджменту;
- Інститут фізичної культури, спорту та реабілітації;
- Факультет художньо-графічний;
- факультет музичної та хореографічної освіти;
- Факультет іноземних мов;
- факультет історико-філологічний;
- факультет початкового навчання;
- Факультет дошкільної педагогіки та психології;
- Факультет соціально-гуманітарний;
- Інститут післядипломної освіти та сертифікації.

Відокремлені структурні підрозділи університету:
- Одеський професійний ліцей сфери послуг;

Університет координує діяльність Південноукраїнського навчального комплексу «ПЕДАГОГ», а також співпрацює з іншими установами:
- Одеським педагогічним коледжем;
- Балтським педагогічним училищем;
- Білгород-Дністровським педагогічним училищем;
- Барським гуманітарно-педагогічним коледжем імені М. Грушевського Вінницької області;
- Уманським гуманітарно-педагогічним коледжем імені Т. Г. Шевченка;

ПНК «Педагог» об'єднує понад 90 загальноосвітніх державних та приватних шкіл, ліцеїв, гімназій, навчально-виховних комплексів та інтернатів, а також інших установ Одеської, Запорізької, Вінницької областей.

## Ректори
- Волков Роман Михайлович — ректор Одеського інституту народної освіти (1920—1923 роки);
- Самулевич Павло Олександрович — ректор Одеського інституту народної освіти (1923—1925 роки) ;
- Хаїт Ізраїль Абрамович — ректор Одеського інституту народної освіти (1925—1926 роки) ;
- Єлін Володимир Леонтійович — в. о. ректора Одеського інституту народної освіти (лютий - березень 1926 року);
- Внуков Тихон Митрофанович — ректор Одеського інституту народної освіти (1926—1930 роки);
- Клочко Арсеній Парфентійович — ректор Одеського інституту народної освіти, директор Одеського інституту соціального виховання (1930—1933 роки);
- Трачевський Гнат Митрофанович — директор Одеського педагогічного інституту (1933—1935 роки);
- Койнаш Петро Михайлович — директор Одеського педагогічного інституту  (1935—1936 роки);
- Путніков Іван Михайлович — в. о. директора Одеського педагогічного інституту (січень—вересень 1937 року);
- Луньонок Арсеній Онуфрійович — директор Одеського педагогічного інституту (вересень 1937—1938 роки);
- Рощін Андрій Дмитрович —  в. о. ректора Одеського педагогічного інституту (червень  — серпень 1938 року);
- Власенко Іван Олександрович — директор Одеського педагогічного інституту  (1938 —1941 роки);
- Путніков Іван Михайлович — директор Одеського державного педагогічного інституту  (липень 1941—квітень 1945 року);
- Власенко Іван Олександрович — ректор Одеського державного педагогічного інституту імені К. Д. Ушинського  (27 квітня 1945—5 вересня 1964 року);
- Симоненко Михайло Кіндратович — ректор Одеського державного педагогічного інституту імені К. Д. Ушинського  (24 вересня 1964—13 грудня 1976 року);
- Захарченко Ігор Григорович — в.о. ректора Одеського державного педагогічного інституту імені К. Д. Ушинського (13 грудня 1976—2 лютого 1977 року);
- Петрович Віктор Бранкович — ректор Одеського державного педагогічного інституту імені К. Д. Ушинського  (3 лютого 1977—4 липня 1984 року);
- Орищенко Володимир Григорович — ректор Одеського державного педагогічного інституту — Південноукраїнського державного педагогічного університету імені К. Д. Ушинського (5 липня 1984—26 травня 2003 року);
- Чебикін Олексій Якович — ректор Південноукраїнського національного педагогічного університету імені К. Д. Ушинського (19 червня 2003—30 листопада 2021 року);
- Красножон Андрій Васильович — ректор Південноукраїнського національного педагогічного університету імені К. Д. Ушинського (від 1 грудня 2021 року).

## Видатні вчені університету

#### Біологи
- професор Браунер Олександр Олександрович
- член-кореспондент АН УРСР Рубенчик Лев Йосипович;
- член-кореспондент АН УРСР Свиренко Дмитро Онисифорович;
- академік АН УРСР Третьяков Дмитро Костянтинович.

#### Географи
- професор Бєлозоров Сергій Тихонович;
- професор Лебедєв В'ячеслав Боніфатійович;
- професор Танфільєв Гаврило Іванович.

#### Економісти
- професор Покритан Анатолій Карпович

#### Історики
- професор Варнеке Борис Васильович;
- професор Готалов-Готліб Артемій Григорович;
- професор Мандес Михайло Ілліч;
- академік АН УРСР Слабченко Михайло Єлисейович.

#### Математики
- професор  Бродський Михайло Самойлович;
- член-кореспондент АН СРСР Гантмахер Фелікс Рувимович;
- професор Каган Веніамін Федорович;
- член-кореспондент АН УРСР Крейн Марко Григорович;
- професор Потапов Володимир Петрович;
- член-кореспондент АН СРСР Чеботарьов Микола Григорович.

#### Механіки
- професор Тимченко Іван Юрійович.

#### Педагоги
- перший в Україні доктор педагогічних наук, професор Резник Яків Борисович.
- професор Горбачов Євген Георгійович;

#### Психологи
- професор Елькін Давид Генріхович;
- член-кореспондент АПН СРСР Рубінштейн Сергій Леонідович.

#### Фізики
- професор Альперін Марк Мойсейович ;
- астроном, професор  Казимірчак-Полонська Олена  Іванівна  ;
- професор  Кирилов Єлпідіфор  Анемподистович, лауреат Державної премії УРСР.

#### Філологи
- професор Бернштейн Самуїл Борисович;
- професор Волков Роман Михайлович;
- професор Дложевський Сергій Степанович;
- професор Дудкін Сергій Петрович;
- професор Потапов Петро Осипович;
- член-кореспондент АН УРСР Співак Ель Гершович.

#### Філософи
- професор Толстих Валентин Іванович, Лауреат Державної премії СРСР.

#### Хіміки
- академік АН СРСР Фрумкін Олександр Наумович[7].

#### Художники—викладачі
- народний художник УРСР Злочевський Петро Панасович;
- народний художник України Лоза Адольф Іванович.

## Відомі випускники

#### Науковці
- Аксентьєва Зінаїда Миколаївна — астроном, член-кореспондент АН УРСР;
- Войтко Віталій Іванович — психолог, член-кореспондент АПН СРСР;
- Волков Анатолій Романович — літературознавець, професор;
- Ганевич Іван Васильович — історик, професор;
- Збандуто Поліна Іванівна — філолог, літературознавець;
- Знойко Дмитро Васильович — ентомолог;
- Іваній Володимир Степанович — фізик, професор;
- Іванченко Прокіп Леонтійович — біолог, професор;
- Ільїн Ігор Іванович — анатом, професор;
- Луценко Іван Антонович — літературознавець, професор;
- Нільве Ганна Іллівна — доктор історичних наук;
- Погребинський Олександр Петрович — економіст, професор;
- Покритан Анатолій Карпович — економіст, професор;
- Сахнович Лев Аронович — математик, професор;
- Соколовський Валентин Степанович — спортсмен, медик, професор;
- Терещенко Георгій Іванович  — історик, професор;
- Тимощук Борис Онисимович — археолог, професор;
- Ханонкін Олександр Аркадійович — фізик, професор;
- Шайкевич Борис Олександрович — літературознавець, театрознавець, педагог;
- Щербаков Дмитро Миколайович — історик, професор.

#### Діячі культури
- Бахтов Володимир Олександрович — заслужений художник України;
- Бєлозор Олександр Іванович  — художник, внесений до «Книги рекордів Гіннеса»;
- Вайнерман Ханан Абрамович — поет;
- Ворончак Володимир Іванович — заслужений майстер народної творчості України;
- Воронюк Володимир Анатолійович — заслужений художник України;
- Дутковська Алла Борисівна — заслужений діяч мистецтв України;
- Іванович Володимир Ієронімович — поет;
- Килимник Олег Володимирович — літературознавець;
- Кірсанов Семен Ісакович — поет;
- Кравченко Євген Сергійович — письменник;
- Мельничук Неллі Іванівна — художник;
- Олійник Степан Іванович — поет;
- Ротару Ауріка Михайлівна — народна артистка України;
- Янкелевич Янкл — поет.

#### Освітяни
- Базика Володимир Петрович — заслужений вчитель УРСР;
- Гарманова Валентина Михайлівна — заслужений вчитель УРСР;
- Литвак Борис Давидович — педагог, тренер, Герой України;
- Палтишев Микола Миколайович — народний вчитель СРСР;
- Фельдман Віктор Семенович — бібліограф, краєзнавець;
- Чорнобаєва Марія Пилипівна — вчитель, Герой Соціалістичної Праці.

#### Спортсмени
- Авдєєнко Геннадій Валентинович — легкоатлет;
- Бурдейна Наталія Андріївна — лучниця;
- Дідуля Віктор Миколайович — волейболіст;
- Железняк Яків Ілліч — стрілець;
- Загороднюк В'ячеслав Васильович — фігурист
- Змієвська Галина Яківна — тренер з фігурного катання;
- Козакова Ольга Ігорівна — волейболістка;
- Лапинський Євген Валентинович — волейболіст;
- Ломаченко Василь Анатолійович — боксер;
- Михальчук Віктор Ілліч — волейболіст;
- Мільчев Микола Миколайович — стрілець;
- Мондзолевський Георгій Григорович — волейболіст;
- Ніколаєв Валентин Олексійович — заслужений тренер СРСР з фігурного катання;
- Ніколаєва Маргарита Миколаївна — гімнастка;
- Олізаренко Надія Федорівна — легкоатлетка;
- Осадча Лілія Семенівна — волейболістка;
- Петренко Віктор Васильович — фігурист;
- Петренко Сергій Володимирович — весляр;
- Рудовська Любов Іванівна — волейболістка;
- Сибіряков Едуард Федорович — волейболіст.

#### Державні та громадські діячі
- Кіссе Антон Іванович — президент Асоціації болгар України;
- Кременицький Віктор Олександрович — голова виконавчого комітету Житомирскої обласної ради депутатів трудящих;
- Фурман Микола Корнійович — депутат Верховної Ради УРСР;
- Цвігун Семен Кузьмич — генерал армії, Герой Соціалістичної Праці.
- Ширшов Петро Петрович — академік,  народний комісар/ міністр Морського Флоту СРСР, Герой Радянського Союзу.

#### Герої Радянського Союзу
- Коваленко Анатолій Якович;
- Моргуненко Володимир Степанович;
- Мусін Василь Петрович.

## Відомі викладачі

#### Біологи і медики
- Аксентьєв Борис Миколайович;
- Михальов Юрій Олексійович;
- Сермеєв Борис Васильович;
- Цонєва-Самойленко Тетяна Миколаївна;
- Штеренгерц Олександр Юхимович.

#### Географи і геологи
- Аксентьєв Георгій Миколайович;
- Климентов Леонід Вікторович;
- Петрунь Федір Євстафійович;
- Сухов Олександр Опанасович;
- Яцько Іван Якович.

#### Економісти
- Болдирєв Ігор Андрійович;
- Вайнштейн Мойсей Соломонович;
- Касаткіна Віра Іванівна;
- Тіханова Тамара Юхимівна.

#### Історики
- Боровий Саул Якович;
- Вайнштейн Осип Львович;
- Добролюбський Андрій Олегович;
- Мельник Степан Кирилович;
- Розенталь Микола Миколайович;
- Сабадирьов Іван Леонтійович;
- Синицин Мойсей Сергійович;
- Шамко В'ячеслав Іванович.

#### Математики
- Акимович Микола Васильович;
- Андрієнко Віталій Опанасович;
- Аров Дамир Зямович;
- Гінзбург Юрій Павлович;
- Губреєв Геннадій Михайлович;
- Дуб Ісай Давидович;
- Звєрович Едмунд Іванович;
- Лівшиць Михайло Самійлович;
- Мільман Давид Пінхусович;
- Орленко Михайло Іванович;
- Рехлицький Зіновій Йосипович;
- Щербина Костянтин Мусійович.

#### Мистецтвознавці
- Білова Наталія Костянтинівна
- Жаборюк Анатолій Андрійович;
- Гегамян Валерій Арутюнович;
- Калмиков Степан Тимофійович;
- Коцієвський Олександр Семенович.

#### Педагоги
- Богуш Алла Михайлівна;
- Гриценко Михайло Семенович;
- Збандуто Степан Федорович;
- Кавалерова Ніна Антонівна;
- Карпова Елла Едуардівна;
- Ликова Валентина Яківна;
- Никифоров Порфирій Іванович;
- Палига Віталій Діомидович;
- Хмелюк Раїса Іллівна.

#### Політологи
- Наумкіна Світлана Михайлівна.

#### Психологи
- Котов-Хроменко Віктор Омелянович;
- Саннікова Ольга Павлівна
- Шевальов Євген Олександрович.

#### Фізики
- Базилевич Михайло Андрійович;
- Брюханов Олексій Омелянович;
- Приблуда Зіновій Ісакович;
- Соколенко Олександра Іванівна;
- Талько-Гринцевич Петро Антонович.

#### Філологи
- Бєляєв Михайло Васильович;
- Букатевич Назарій Іванович;
- Віркау Микола Миколайович;
- Дроздовський Володимир Петрович;
- Касім Юрій Федорович;
- Москаленко Артем Амвросійович;
- Устенко Мефодій Гурович.

#### Філософи
- Дмитрієва Маргарита Степанівна;
- Кавалеров Анатолій Іванович;
- Чунаєва Ангеліна Акіндинівна.

## Почесні доктори і професори
- Амонашвілі Шалва Олександрович — доктор психології, професор;
- Андрущенко Віктор Петрович — доктор філософських наук, професор;
- Бєдний Григорій Захарович — доктор психологічних наук[8].
- Гайжутіс Альгідрас — ректор Литовського едукологічного університету;
- Давідович Нітца — професор, голова ізраїльського Консорціуму розвитку факультетських центрів;
- Жук Олександр Іванович — ректор Білоруського державного педагогічного університету імені Максима Танка;
- Зініград Михайло — ректор Аріельського університету (Ізраїль);
- Карвовські Вальдемар — доктор психологічних наук, професор;
- Ковтунець Володимир Віталійович — кандидат фізико-математичних наук, доцент, член Українського математичного товариства;
- Кремень Василь Григорович — доктор філософських наук, професор, академік НАН України, президент НАПНУ;
- Лю Чжиган — ректор Харбінського інженерного університету (Китайська Народна Республіка);
- Токак Харун — письменник, відомий громадський діяч, співголова Платформи «Діалог Євразії»;
- Шевцов Андрій Гаррійович  — доктор педагогічних наук, професор, член-кореспондент Національної академії педагогічних наук України.

## Кампуси і корпуси
Південноукраїнський національний педагогічний університет імені К. Д. Ушинського успадкував найкращий досвід професійної педагогічної підготовки в м. Одесі, набутий у XIX столітті.
У 1870—1990 роках парна сторона Старопортофранківської вулиці по обидва боки нинішнього головного корпусу університету — тоді Другої чоловічої гімназії — стає немов би епіцентром престижних міських педагогічних і навчальних закладів середнього рівня. Тут розташувалася Друга жіноча гімназія, Міське дівоче училище і Шестикласне училище Ефрусі. В інших будівлях з парного боку вулиці Старопортофранківської, які нині займають підрозділи університету, були розташовані інші установи. Так, нинішній корпус наукової бібліотеки університету був зведений у 1890 році за проєктом архітектора О. О. Бернардацці для Міщанської управи (вул. Старопортофранківська, 36). У той же період до північної стіни Міщанської управи були добудовані будівля інвалідна Міщанської управи (1890 рік, архітектор Ю. М. Дмитренко), а також будівля Народного училища (1910—1914 роки, архітектор Ф. А. Троупянський), у приміщеннях яких наразі розташовані філологічний та іноземних мов факультети.
На початку вул. Старопортофранківської (буд. 2/4) у 90-х роках XIX століття розташовувався комплекс приміщень колишнього Народного училища, Ювілейної їдальні, Денного дитячого притулку, зведених за проєктом архітектора Ю. М. Дмитренка (1890-ті рр.), у яких нині функціонує художньо-графічний факультет університету.
Пам'яткою архітектури першої половини XX століття є також будівля гуртожитку № 1 університету, збудована за проєктом архітекторів Ф. А. Троупянського, Н. М. Канівського, М. А. Каца у 1937—1939 роках.
Головний корпус університету наразі розташований на вул. Старопортофранківській, 26, у якому містяться ректорат та фізико-математичний факультет. Будівля головного корпусу була збудована у 1896 році архітектором Д. Є. Мазировим, у якій на той час розмістилася Друга чоловіча гімназія. У цій будівлі навчалися: видатний учений, академік, Герой Радянського Союзу О. Ю. Шмідт (1901—1907 роки), відомий український поет С. І. Олійник (1929—1933 роки); український поет і журналіст Д. П. Надеїн (навчався у 1929—1933 роках й працював до 1941 року); військовий діяч і письменник, Герой Соціалістичної Праці, генерал армії С. К. Цвігун. На фасаді головного корпусу також встановлена пам'ятна таблиця випускникам університету — Героям Радянського Союзу — Коваленку А. Я., Моргуненку В. С., Мусіну В. П. На другому поверсі будівлі раніше містилася Миколаївська церква, що була вбудована у приміщення Другої чоловічої гімназії та освячена 28 вересня 1889 року. У середині XX століття до будівлі головного корпусу університету був добудований третій поверх.
Академічне містечко «Фонтанське», що розташоване по вул. Фонтанська дорога, 4, включає територію та будівлі навчально-наукового інституту фізичної культури. спорту та реабілітації, факультетів соціально-гуманітарного, початкового навчання, музичної та хореографічної освіти, а також іторико-філософське відділення та відділення перепідготовки кадрів зі спеціальності «Психологія». Зазначені навчально-наукові підрозділи університету розташовані в приміщеннях будівель колишнього Сергієвського артилерійського юнкерського училища), зведених після 1913 року під керівництвом військового інженера П. Е. Кошлича. На території академмістечка розташований пам'ятник доблесті російських воїнів — металева огорожа з стволів батарейних гармат, які брали участь у Російсько-турецькій війні 1877—1878 років, виготовлених на Обухівському заводі у Санкт-Петербурзі (архітектор Б. Едуардс, 1914 рік).
Факультет дошкільної педагогіки та психології займає приміщення будівлі по вул. Ніщинського, 1, а саме колишньої Свято-Олександрівської церкви при Інституті Шляхетних дівчат, перший камінь у фундамент якої був покладений імператрицею Олександрою Федорівною у 1828 році.

## Наукова бібліотека
Наукова бібліотека університету є інформаційним ресурсом, що забезпечує освітній і науковий процеси. Фонд бібліотеки складає понад 330 тис. друкованих одиниць наукового, навчально-методичного, літературно-художнього призначення. До складу фонду входять книги й періодичні видання українською та іноземними мовами. Одним з електронних ресурсів бібліотеки є електронний каталог, який нараховує біля 190 тис. записів. Частиною загальної електронної колекції бібліотеки є електронний архів (репозитарій). Документи та інші дані зберігаються у вигляді файлів, доступних для постійного безкоштовного, повнотекстового їх перегляду через Інтернет.

## Ювілеї та пам'ятні дати
У 2017 році на державному рівні в Україні відзначався ювілей — 200 років з часу заснування державного закладу «Південноукраїнський національний педагогічний університет імені К. Д. Ушинського» (травень 1817).

## Нагороди та репутації
- Почесна Грамота Президії Верховної Ради Української РСР.
- Почесна грамота Кабінету Міністрів України.
- Грамота Верховної Ради України.

|                                                                 |  |  |
| Ювілейна монета НБУ номіналом 2 грн., ПНПУ ім. К. Д. Ушинського |  |  |

За даними наукометричної бази SCOPUS, Південноукраїнський національний педагогічний університет імені К. Д. Ушинського посідає 76 місце серед 204 ЗВО України, які підлягали оцінюванню (від 25.04.2023). За рейтингом ЗВО «Топ-200 Україна 2023» від Центру міжнародних проектів «Євроосвіта», університет посідає 92 місце. За консолідованим рейтингом вузів України 2023 року від освітнього порталу «Освіта.ua», університет посідає 91-92 місце та 7 місце з 10 серед найкращих педагогічних ЗВО України.